# Kemberg
Kemberg è una città tedesca di 9 467 abitanti, situata nel Land della Sassonia-Anhalt.

## Storia
Il 1º gennaio 2010 vennero aggregati alla città di Kemberg i comuni di Eutzsch, Rackith, Radis, Rotta, Schleesen, Selbitz, Uthausen e Wartenburg.

## Geografia antropica
Il territorio della città di Wittenberg è diviso in 14 municipalità (Ortschaft), a loro volta ulteriormente divise in frazioni (Ortsteil):
| Municipalità   | Frazioni                    |
| -------------- | --------------------------- |
| Ateritz        | Ateritz Lubast Gommlo       |
| Bergwitz       | Bergwitz Klitzschena        |
| Dabrun         | Dabrun Boos Melzwig Rötzsch |
| Dorna          | Dorna                       |
| Eutzsch        | Eutzsch Pannigkau           |
| Globig-Bleddin | Bleddin Globig              |
| Kemberg        | Kemberg Gaditz              |
| Rackith        | Rackith Bietegast Lammsdorf |
| Radis          | Radis                       |
| Rotta          | Rotta Gniest Reuden         |
| Schleesen      | Schleesen Naderkau          |
| Selbitz        | Selbitz                     |
| Uthausen       | Uthausen                    |
| Wartenburg     | Wartenburg                  |